# Света Богородица (арменска църква във Велико Търново)
„Света Богородица“ (на арменски: Սուրբ Աստվածածին, Сурп Аствадзадзин) е арменски религиозен храм, съществувал във Велико Търново, България.

## История
Църквата е закупена от дубровничани през 1680 -1685 година. Петър Богдан описва храма като „дълга 13 стъпки, широка седем стъпки с дървена горна част и великолепен олтар от мрамор, подарен от кардинал Балдини”.
Храмът фигурира в пътеводители на Търново, изготвен през 1893 година. В близост до имота е съществувал Абаджийският хан. В църквата са разкрити над 20 погребения и плоча с надписи на знатни арменци. Църквата съществува в кадастралния план на града от 1907 година, но не и в картата от 1999 година. След проучвания проведени от екип на археолога Хитко Вачев, са открити каменен кръщелен купел.